# Sialle (rivière)
La Sialle est un cours d'eau du département de l'Ardèche, long de 7 km, affluent du Doux et sous-affluent du Rhône. 

## Communes et cantons traversés
- Désaignes

## Étymologie
La Sialle prend le nom du hameau près duquel se situe sa source. Son nom viendrait de l'occitan Siala " Terre à seigle ".